# Винаги съм искал да бъда гангстер
„Винаги съм искал да бъда гангстер“ (на френски: J'ai toujours rêvé d'être un gangster) е френски трагикомичен филм от 2007 година на режисьора Самюел Беншетри.
Сценарият на Беншетри описва четири отделни сюжетни линии, преплитащи се случайно в крайпътно заведение. В три от тях се разказва за неуспешните опити на различни дилетанти да извършат различни престъпления. Главните роли се изпълняват от Ана Муглалис, Едуар Баер и други.